# 兜塚古墳 (磐田市)
兜塚古墳（かぶとづかこふん）は、静岡県磐田市見付にある古墳。形状は円墳。史跡指定はされていない。

## 概要
静岡県西部、磐田原台地西南端の段丘上に築造された大型円墳である。「兜塚」の名称は、側面が兜を伏せた形に似ることに由来する。戦時中の塹壕掘削時に副葬品が出土し、戦後の建物設置などで墳丘は改変されているほか、数次の調査が実施されている。
墳形は円形で、直径80メートル・高さ8メートルを測り、円墳としては静岡県内最大規模になる。墳丘は2段築成で、中段テラスは幅広い平坦面を呈する。墳丘外表では多数の礫や埴輪片が認められるが、調査では葺石は明確には確認されていない。墳丘周囲では、東側において幅1メートル・深さ数十センチメートル程度浅い周溝が確認されている。埋葬施設は未調査のため明らかでないが、石・粘土が認められないことから、石室ではないとみられる。墳頂部における塹壕掘削時に、銅鏡・玉類・大刀が出土している。
築造時期は、古墳時代中期の5世紀前半頃と推定される。一帯には観音山古墳・兜塚古墳・土器塚古墳・京見塚古墳などの古墳が分布しており、遠江国造の土師氏との関連性が示唆される。
現在ではかぶと塚公園内で保存されている。

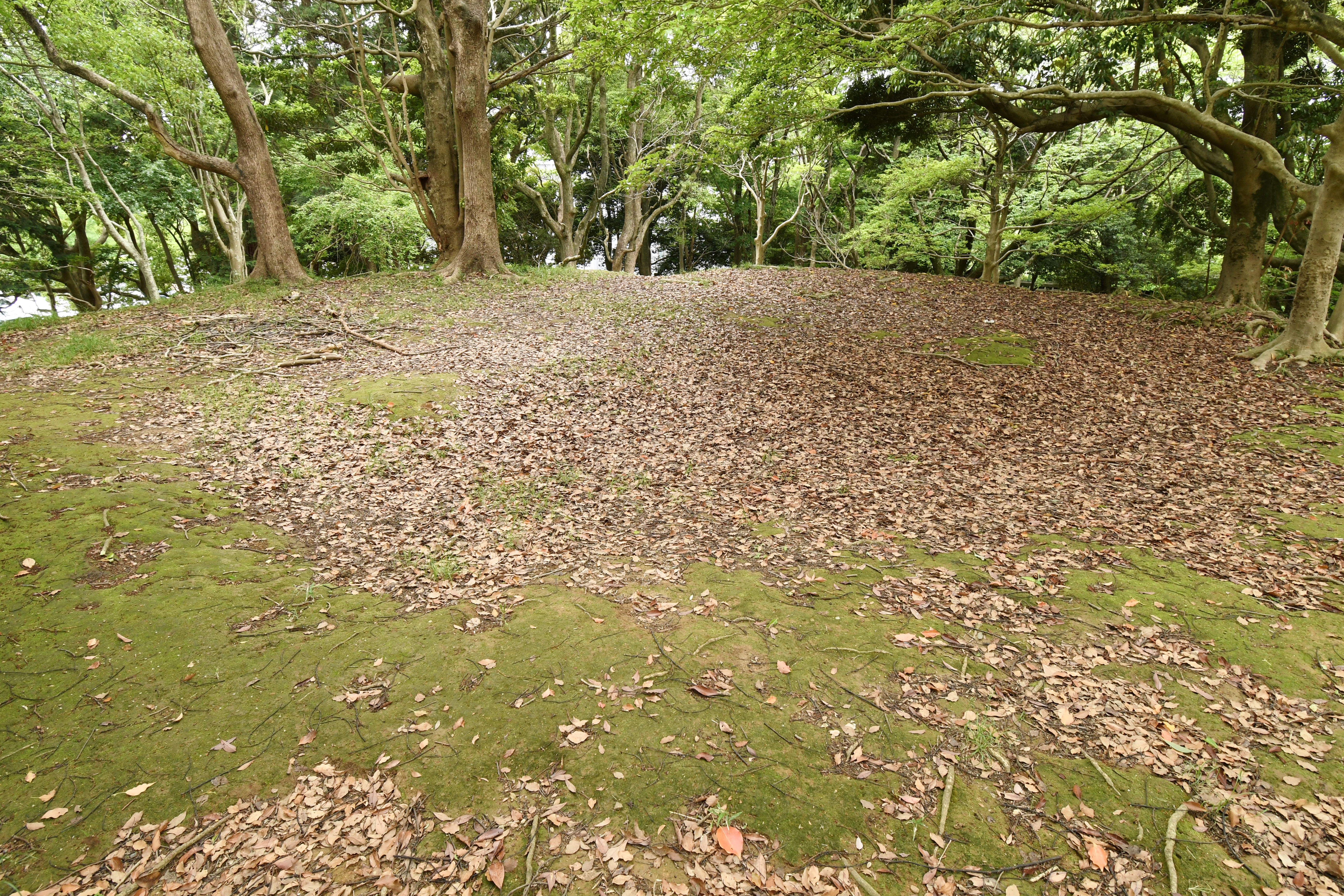
墳頂
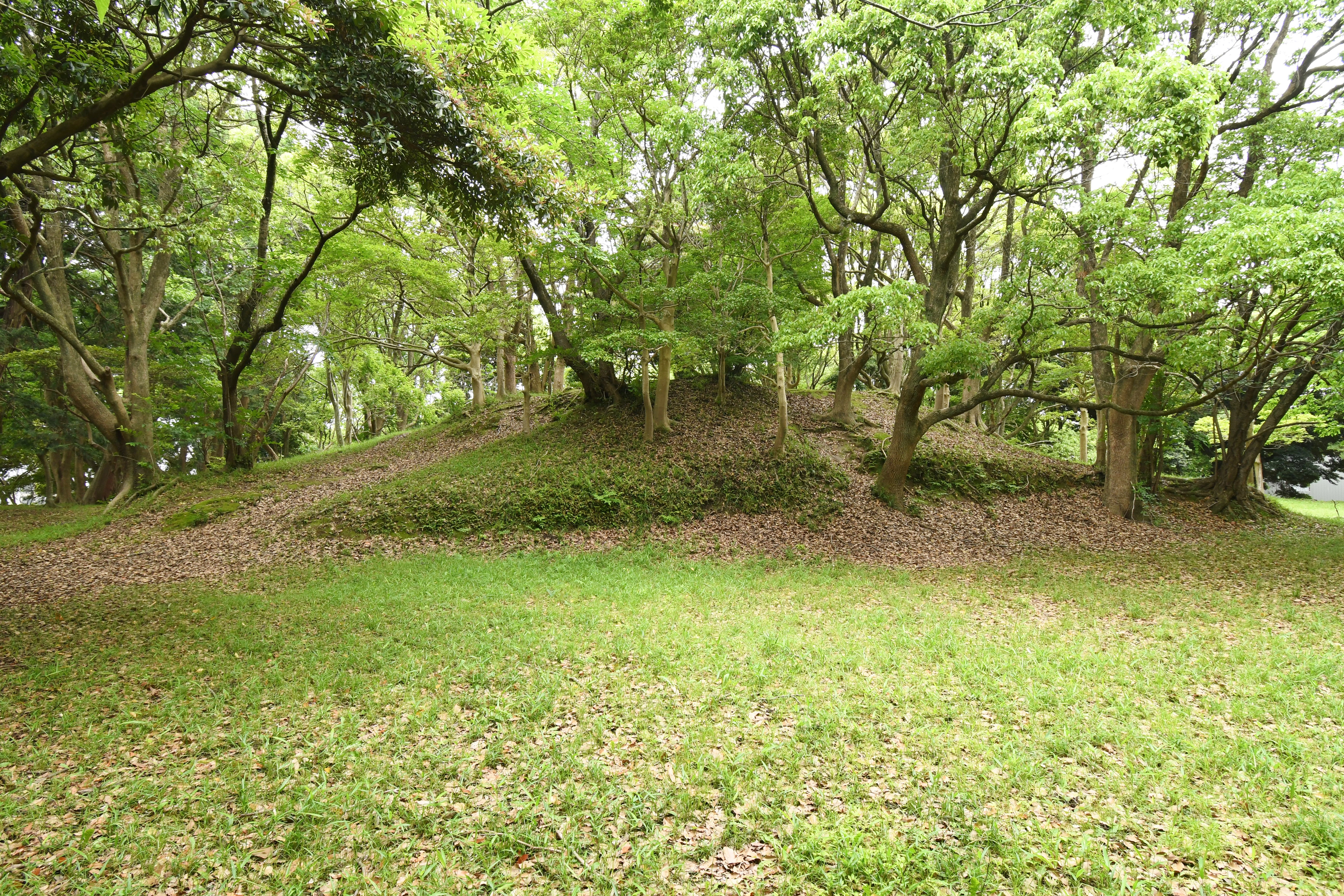
墳丘上段
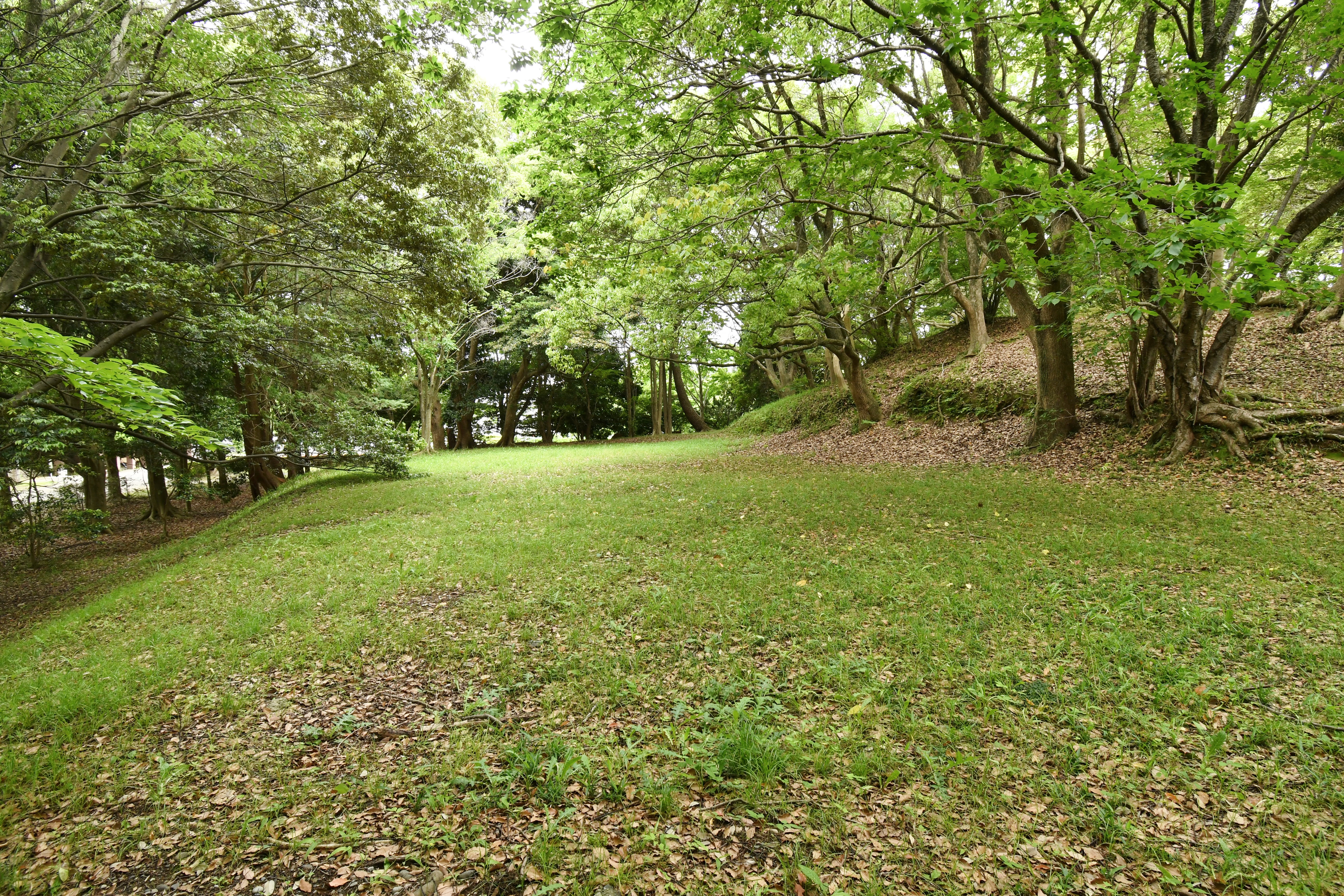
墳丘テラス

## 遺跡歴
- 1944年（昭和19年）、墳頂部における塹壕掘削時に副葬品出土[1]。
- 戦後、静岡大学農学部の設置の際に、墳丘上に建物設置[1]。
- 1959年（昭和34年）、墳丘測量調査[1]。
- 1978・1986・1987年（昭和53・61・62年）、環境整備に伴う墳丘裾部の発掘調査[1]。
- 2016・2017年度（平成28・29年度）、第4・5次調査（磐田市埋蔵文化財センター、2018・2019年に報告）。

## 出土品
戦時中の墳頂部における塹壕掘削時に出土した副葬品は次の通り。
- 仿製三神三獣鏡 1 - 直径20.0センチメートル。表面に布痕跡・朱が付着する[4]。
- 玉類
  - ガラス小玉 16
  - 棗玉 2
  - グリーンタフ製管玉 31
  - 碧玉製?管玉 1
  - グリーンタフ製勾玉 2
  - 碧玉製勾玉 1
- 大刀 2 - 現在は所在不明。

## 関連施設
- 磐田市埋蔵文化財センター（磐田市見付） - 兜塚古墳の出土品を保管。

## 関連文献
（記事執筆に使用していない関連文献）
- 平野和男「磐田市一本松かぶと塚古墳出土遺物について」『古代学研究』第26号、古代学研究会、1960年11月20日。
- 『静岡県史』 資料編2考古2、静岡県、1990年。
- 磐田市埋蔵文化財センター 編「兜塚古墳」『静岡県磐田市 市内遺跡発掘調査報告書』磐田市教育委員会〈平成28年度国庫及び県費補助事業に伴う市内遺跡発掘調査等事業〉、2018年。
- 磐田市埋蔵文化財センター 編「兜塚古墳第5次」『静岡県磐田市 市内遺跡発掘調査報告書』磐田市教育委員会〈平成29年度国庫及び県費補助事業に伴う市内遺跡発掘調査等事業〉、2019年。